# オートデスク
オートデスク (英: Autodesk, Inc.) は、AutoCADに代表される図面作成 (CAD) ソフトウェアを主に開発している企業である。

## 概要
CADがまだ一般的でなかった1980年代に、PCで稼動するAutoCADをリリースし、その低廉さ使いやすさで、設計事務所を中心とする設計のすそ野市場を瞬く間に席巻するとともに、ソフトウェア市場にCADという新たな分野を確立する。
1986年のAutoCAD2.1では、アドオンプログラムの開発を可能にするAutoLispを搭載し、これにより分野により異なっていた設計手法を便利にする、様々なツールが一般において開発される可能性を開き、さらに市場を広げることに成功した。また、ここから新機能とされるものも多く生み出された。
一方で、当初リリースしていた、UNIX版、Mac版のリリースを中止し、さらにWindowsの普及とともにMS-DOS版も中止され、1997年以降は開発をWindowsに集中させた。これは、1990年代に入って、AutoCADを製造分野、建設分野、電気分野など、各業界向け機能を搭載したものに分割するとともに、Autodesk Mechanical Desktopや、Autodesk Inventor Seriesなどの3次元CADのリリースなど、多品種化を選択したことも影響している。さらに、この時期にはPro/ENGINEER(現PTC Creo Parametric)、SolidWorks、Solid Edgeなどの新たなCADソフトウェアが急成長し、またその高機能を活かすことのできる高機能PCも現れたため、汎用低機能CADである従来型AutoCADでは、競争力が維持できないとの判断もあった。
しかし、AutoCADの2次元におけるシェアは非常に大きく、後続の新世代型CADでも、AutoCADのファイル形式である、DXFやDWGを読み込むことができると謳うことが、シェア拡大の重要課題となり、これを封じるため、オートデスクは何度も訴訟を起こすこととなり、これは現在も続いている。
キャロル・バーツCEO時代には、ディスクリート・ロジック社やエイリアス・システムズ社を次々に買収しCG関連の充実化を進め、2008年にはソフトイマージ社を買収することにより3DCG業界の3大ソフトウェアであるMaya、3ds Max、SOFTIMAGE XSI（現：Autodesk Softimage）の全てを手中に収めている状態にある。近年では、ソフトウェアの開発・販売のみならず、Webアプリケーション分野にも進出している。

## 主要製品
- Autodesk AutoCAD（オートキャド）シリーズ
- Autodesk Inventor（機械設計向け 3D CAD ソフトウェア）
- Autodesk Alias（自動車向け意匠デザイン用アプリケーション）
- Autodesk Maya（3D アニメーション ソフトウェア）
- Autodesk 3ds Max（3D モデリング、アニメーション、レンダリング ソフトウェア）
- Autodesk Revit (建築用 BIM アプリケーション)
- AutoCAD Map 3D
- AutoCAD Civil 3D
- InfraWorks
- Navisworks
- Autodesk Fusion
- Autodesk PowerMill
- ReCap
- Autodesk Architecture, Engineering & Construction Collection
- Autodesk Product Design & Manufacturing Collection
- Autodesk Media & Entertainment Collection

## 日本法人
オートデスク株式会社は、米オートデスク社の日本法人である。
代表取締役社長は中西 智行(2024年5月13日就任)。これまでにパトリック・ウイリアムス、中村共喜、ルー・グレスパン、鬼澤盛夫、志賀徹也、織田浩義、鴻野圭史が代表を務めた。本社は虎ノ門ヒルズ森タワーに所在。その他日本国内では、大阪、名古屋に営業所が存在する。